# 罗萨里奥新镇
罗萨里奥新镇，是西班牙安达卢西亚自治区马拉加省的一个市镇。 总面积44平方公里，总人口3422人（2001年），人口密度78人/平方公里。